# Prismatine Peak
Prismatine Peak är en bergstopp i Antarktis. Den ligger i Östantarktis. Australien gör anspråk på området. Toppen på Prismatine Peak är 46 meter över havet. Prismatine Peak ligger vid sjöarna  Bing Hu Frozen Lake och Gongzhu Hu.
Terrängen runt Prismatine Peak är varierad. Havet är nära Prismatine Peak åt nordväst. Trakten är glest befolkad. Närmaste befolkade plats är Zhongshan Station, 11,6 kilometer öster om Prismatine Peak. 